# Кониси, Рёсэй
Рёсэй Кониси (яп. 小西 遼生 Кониси Рё:сэй) — японский актёр и сэйю. Родился 20 февраля 1982 года в Токио. Настоящее имя Хироки Кониси (яп. 小西 大樹 Кониси Хироки).
Помимо озвучивания играет в кино, на телевидении и в театре. Самая известная роль — Кога Саэдзима, главный герой фильма и сериала Garo; он также сыграл Синдзи Ибу в мюзикле по The Prince of Tennis  и Куроро Люцифера в постановке по Hunter x Hunter. В 2014 году Кониси исполнил роль Масуми Хаями в очередной постановке Сётику по мотивам сёдзё-манги Glass Mask.

## Роли

### Фильмы
- 2004 Toshio no Heya
- 2006 Luna Heights 2 | Runa haitsu 2
- 2008 Heibon Ponch
- 2008 Triple Complex Returns
- 2009 Hijoshi Zukan — Актёр#2
- 2009 Hana Guerilla — Юсукэ
- 2010 Garo: Red Requiem — Кога Саэдзима/ГАРО
- 2013 Garo: Soukoku no Maryu — Кога Саэдзима/ГАРО

### ТВ-драма
- 2003 Modoken Quill no Issho
- 2003 Victory! Futto Girls no Seishun
- 2005 GARO — Кога Саэдзима/ГАРО
- 2006 Komyo ga Tsuji — Такэнака Кюсаку
- 2006 Garo Special: Byakuya no Maju — Кога Саэдзима/ГАРО
- 2007 Koibana
- 2009 LOVE GAME — Синодзаки
- 2011 Garo: Makai Senki — Кога Саэдзима/ГАРО

### Аниме-сериалы
- School Rumble — Одзи Карасума (2004)
- Sugar Sugar Rune — Пьер (2005)
- G-9 — 3-5-10/Са-го-дзю (2006)